# L'Enterrement de sainte Pétronille
L'Enterrement de sainte Pétronille est un tableau du Guerchin, conservé à la pinacothèque capitoline des musées du Capitole à Rome, peint pour la basilique Saint-Pierre entre 1621 et 1623, sur commission du pape bolonais Grégoire XV Ludovisi, qui avait fait venir l'artiste à Rome.

## Histoire
Le tableau a été commandé au Guerchin par le pape Grégoire XV en décembre 1621 pour orner l'autel dédié à sainte Pétronille situé à l'intérieur de la basilique Saint-Pierre, où la grande toile a été placée en 1623.
Le retable, précisément en raison de sa destination très prestigieuse, est sans aucun doute la commande la plus importante que Guerchin attendait au cours des années qu'il a passées à Rome, ville dans laquelle il s'est installé à la demande du cardinal Alessandro Ludovisi lui-même, déjà patron et mentor des Barbieri en Émilie, lorsqu'il monta sur le trône papal.
La toile est restée à son emplacement d'origine jusqu'en 1730, date à laquelle elle a été remplacée par une copie en mosaïque. Le tableau fut ensuite emmené au palais du Quirinal où, en 1797, les troupes d'occupation napoléoniennes le réquisitionnèrent et, avec diverses autres œuvres d'art prises à Rome, l'envoyèrent au musée du Louvre.
Après la Restauration, il a été renvoyé aux États pontificaux et placé dans les collections du Capitole où il se trouve toujours en 1818. Il est devenu plus tard la propriété de la municipalité de Rome, avec le autres œuvres des musées du Capitole.
Déjà les anciennes biographies du Guerchin rendent compte de la grande admiration que reçut sa sainte Pétronille ; une grande partie de la critique moderne voit dans ce tableau l'un des chefs-d'œuvre du maître de Cento.

## Culte de Sainte Pétronille

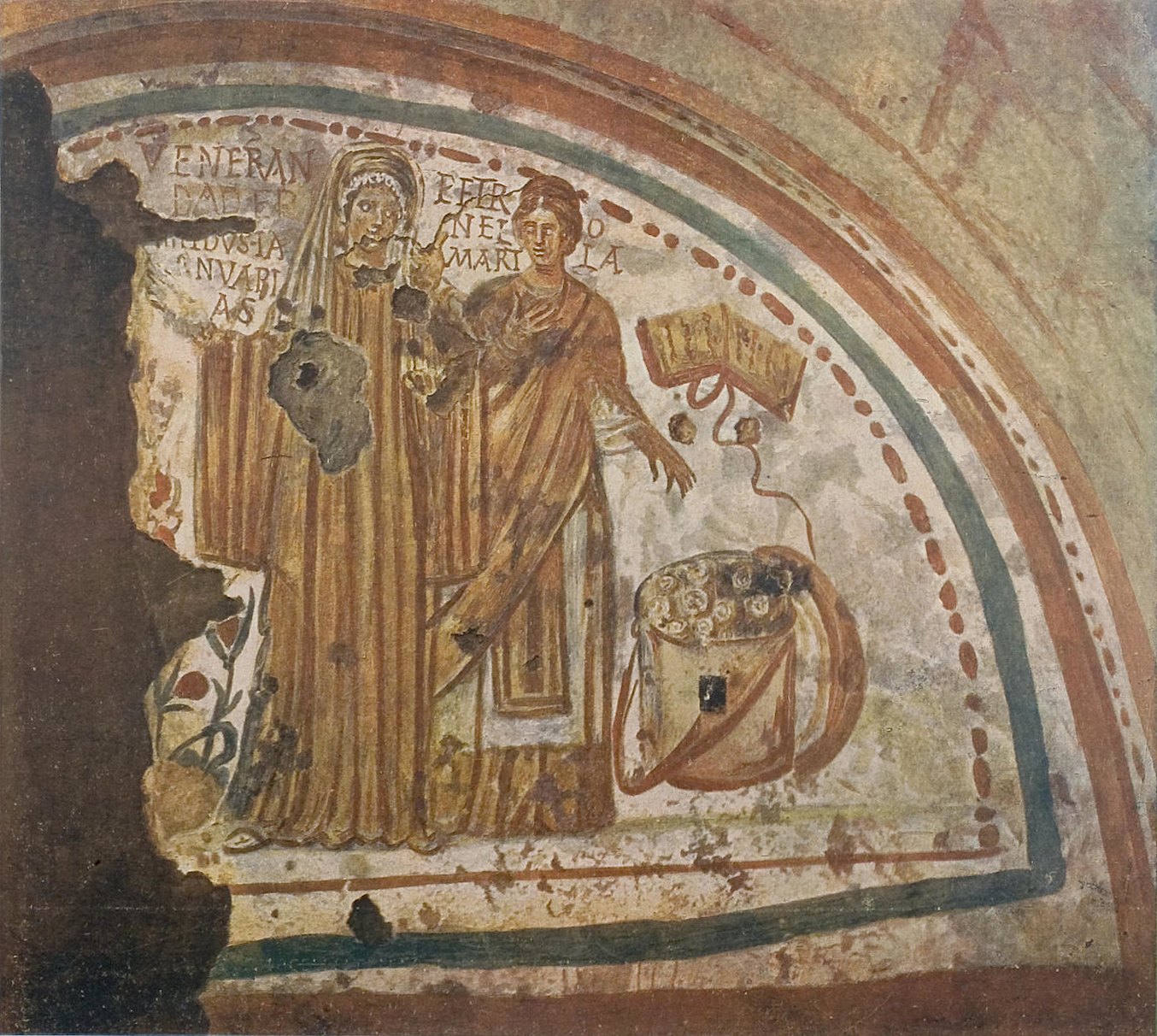
Fresque du IVe siècle située dans les catacombes de Domitilla représentant la défunte Veneranda conduite au ciel par Pétronille.

L'existence historique d'une Pétronille chrétienne (Petronilla en romain) est certaine, comme en témoignent les manifestations d'une vénération particulière qui lui est dédiée retrouvés dans les catacombes de Domitilla où Pétronille fut enterrée. D'autre part, la croyance que cette Pétronille était la fille de saint Pierre est dénuée de tout fondement, comme cela est devenu clair pour les premiers érudits catholiques qui, dans le sillage du concile de Trente, se sont consacrés à l'étude de l'ancien christianisme, des communautés et de la vie des premiers saints afin de les amender des légendes et des fausses croyances et de rétablir leur vérité historique. C'est le cas en premier lieu de Cesare Baronio qui, dans ses Annales Ecclesiastici, parmi d'autres arguments qui réfutent l'idée que Pétronille était la fille de Pierre note que les noms féminins se terminant par le suffixe illa (Drusilla, Lucilla etc.) étaient utilisés en Gallo-roman pour indiquer le patronyme de la femme (fille de Drusus, fille de Lucio) et certainement pas en hébreu. Pétronille est donc plutôt la fille d'un certain Pétrone, vraisemblablement un patricien romain qui avait embrassé la foi chrétienne. Les recherches archéologiques modernes dans les catacombes de Domitilla sont arrivées à la conclusion que Pétronille est morte sous Domitien, peut-être pendant les persécutions anti-chrétiennes ordonnées par celui-ci.
Quoi qu'il en soit, dans l'Antiquité tardive la croyance s'est répandue que Pétronille était la fille de saint Pierre, probablement uniquement sur la base de l'assonance entre les deux noms (et d'ailleurs de manière incongrue car à la limite, une dérivation de Pierre aurait dû être Petrilla et non Petronilla, comme il l'a encore noté Baronio) ; elle était vénérée en tant que telle. Ainsi, les hagiographies légendaires de la fille de Pierre ont surgi (non sans divergences entre les différentes sources) qui culminent dans sa mort héroïque : un jeune patricien romain nommé Flaccus était tombé ardemment amoureux de la belle Pétronille ; la jeune fille, cependant, voulait rester chaste, consacrant sa virginité au Seigneur et surtout elle épouserait un païen ; ainsi, elle a commencé à prier et à jeûner jusqu'à ce que la mort vienne, maintenant ainsi sa pureté.
Le culte de Pétronille prit une importance particulière avec l'arrivée en Italie du roi des Francs Pépin le Bref, appelé dans la Péninsule par Étienne II pour combattre les Lombards.

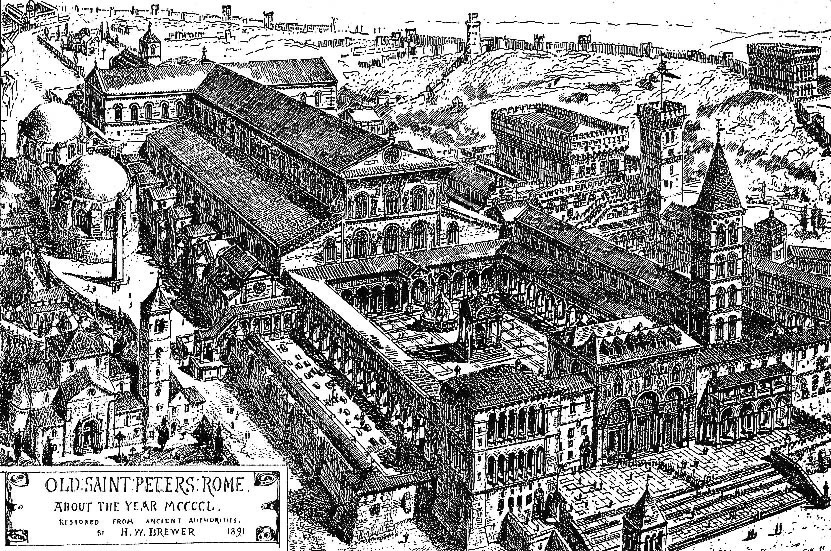
Reconstruction graphique de la fin du XIXe siècle de la basilique constantinienne de Saint-Pierre. En haut à gauche de l'image, deux bâtiments de plan circulaire sont annexés à l'église : le plus haut est l'ancien mausolée d'Honorius, devenu plus tard, avec la translation des reliques de la « fille » de saint Pierre, la Rotonde de Sainte Pétronille.

Lorsque Pépin victorieux se rendit à Rome, le pape, en guise de récompense honorable, assigna une prestigieuse patronne à la monarchie franque, sainte Pétronille. Le geste avait évidemment aussi une haute valeur symbolique, scellant le lien entre les Francs et la papauté : comme Pétronille était la fille de Pierre, le royaume des Francs devint celui de l'Église romaine.
Pour célébrer ce pacte solennel, il a été décidé de transporter en 757, les reliques de Pétronille des catacombes de Domitilla dans la basilique Saint-Pierre, ou plutôt dans le mausolée préexistant de Flavius Honorius, un bâtiment qui était annexé à l'Antique basilique vaticane. Le mausolée abrita alors la chapelle dédiée à la fille du premier des apôtres, prenant le nom de Rotonda di Santa Petronilla, en raison du plan circulaire de l'ancien édifice funéraire.
Le dévouement de la fille de saint Pierre comme protectrice des Francs est resté immuable au cours des siècles : sainte Pétronille a ainsi été constamment reconnue et célébrée comme la patronne du Royaume de France et donc de la France elle-même (qui vénère encore la sainte comme la patronne de la nation). La Rotonda Vaticana devint ainsi - et le resta pendant des siècles, jusqu'à sa démolition due à la reconstruction complète de Saint-Pierre - la chapelle palatine des rois de France près le Saint-Siège (Capella Regum Francorum).
Avec la démolition de l'ancienne basilique saint-Pierre, la Rotonda di Santa Petronilla a également été détruite. Les restes de la sainte ont été temporairement conservés ailleurs puis déplacés, en 1606, dans la nouvelle basilique dans la table d'autel dédiée à Pétronille. Le retable du Guerchin était destiné à cet autel.
La dédicace d'un autel à sainte Pétronille dans le nouveau Saint-Pierre s'explique probablement davantage par des raisons politiques que dévotionnelles : depuis quelques années déjà, le cardinal Baronio avait réfuté substantiellement la légende de Pétronille fille de saint Pierre, la présence d'un autel répondait donc plutôt à des besoins diplomatiques envers la monarchie française.
Il faut ajouter que la présence séculaire des reliques de sainte Pétronille au Vatican n'a pas empêché la propagation en France de la croyance qu'elles avaient été transportées de Rome à travers les Alpes et plusieurs églises françaises en ont revendiqué la possession.

## Description

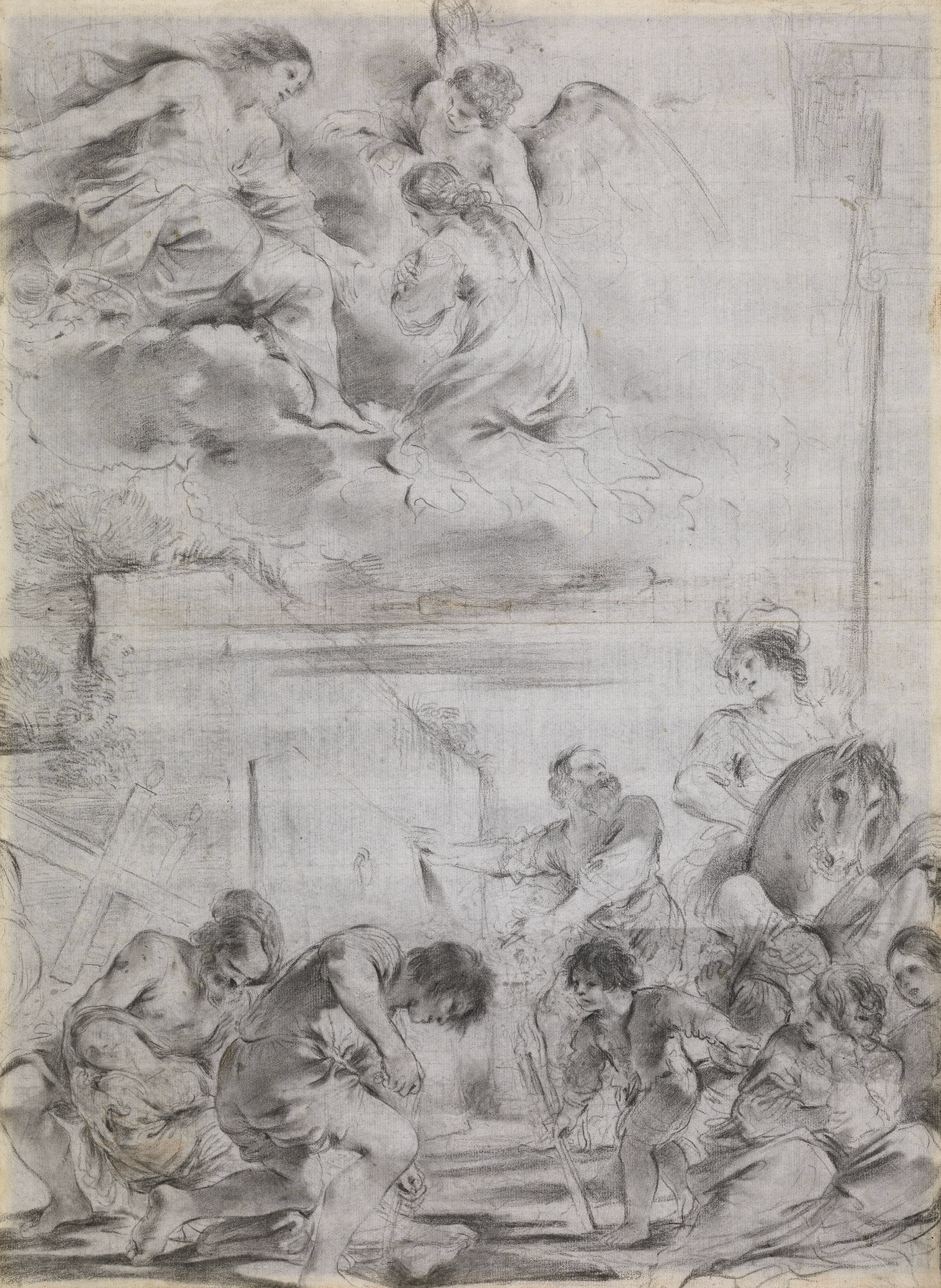
Étude de composition pour L'Enterrement et la Gloire de sainte Pétronille, 1621-1622, château de Windsor, Royal Collection.

Le tableau est divisé en deux registres : dans la partie supérieure Pétronille, humblement agenouillée, est accueillie dans les cieux par le Christ, lui-même entouré d'une armée angélique. L'élévation à l'empyrée de la jeune femme est scellée par son couronnement, acte pour lequel un petit ange s'apprête à descendre à droite du retable. La scène de l'apothéose est construite autour du contraste entre la magnifique figure de Christ et le vêtement de la sainte, richement décoré.
Dans la partie inférieure de la toile, au centre au premier plan, le corps de Pétronille s'apprête à être enterré dans la tombe (ou est-il arraché ?) par deux fossoyeurs, entourés d'autres groupes de personnages soigneusement dessinés, sur différents plans de profondeur, tandis que les mains d'un troisième fossoyeur émergent de la tombe dans laquelle il est descendu pour soutenir le cadavre de la jeune femme.
Aux côtés des personnages centraux, à gauche, figurent un premier groupe de passants, dont un garçon tenant une bougie allumée et, plus à l'extérieur, deux femmes en pleurs et un enfant posant ses mains sur la bière de Pétronille. Un autre groupe de participants à l'événement est représenté à droite : presque à l'extérieur de la composition, un homme en turban dont seules la tête et une main pointant vers le centre du tableau sont visibles, semble donner des informations sur l'événement. Le groupe de droite est complété par un vieil homme barbu et un jeune homme élégamment vêtu à la mode contemporaine, qui tournent tous deux leur regard vers la droite, vers l'homme au turban, qui semble s'adresser à eux.
Bien que l'épisode terrestre soit principalement lu comme les funérailles de Pétronille célébrées immédiatement après sa mort, donc son inhumation dans les catacombes de Domitilla au premier siècle, certains ont souligné comment cet épisode pourrait être interprété différemment, comme l'exhumation du cadavre de la sainte des catacombes pour transférer ses restes à Saint-Pierre, la scène devant donc être comprise comme se déroulant au huitième siècle.
Le mouvement d'action des fossoyeurs est en effet ambigu : abaissent-ils le corps de la jeune fille ou l'exhument-ils ? une réponse univoque se semble pas possible : en effet, le fait que le troisième nécrophore soit immergé dans la tombe, pourrait être une circonstance plus propice à l'exhumation d'un cadavre qu'à son inhumation. Même le décor n'est pas utile pour lever le doute : les passants sont historiquement vêtus d'habits du XVIIe siècle selon une vogue picturale inaugurée par Le Caravage, consistant précisément à mettre en scène des épisodes sacrés d'un passé lointain dans la réalité contemporaine. Les arrière-plans architecturaux ne semblent alors faire allusion à aucun lieu ou moment précis, n'étant que des ruines romaines génériques.
Naturellement, le choix pour l'une ou l'autre des options interprétatives possibles de la partie terrestre du tableau influe sur sa lecture globale et notamment sur l'identité du jeune homme en robe élégante et du vieil homme barbu représenté sur le côté droit du retable.

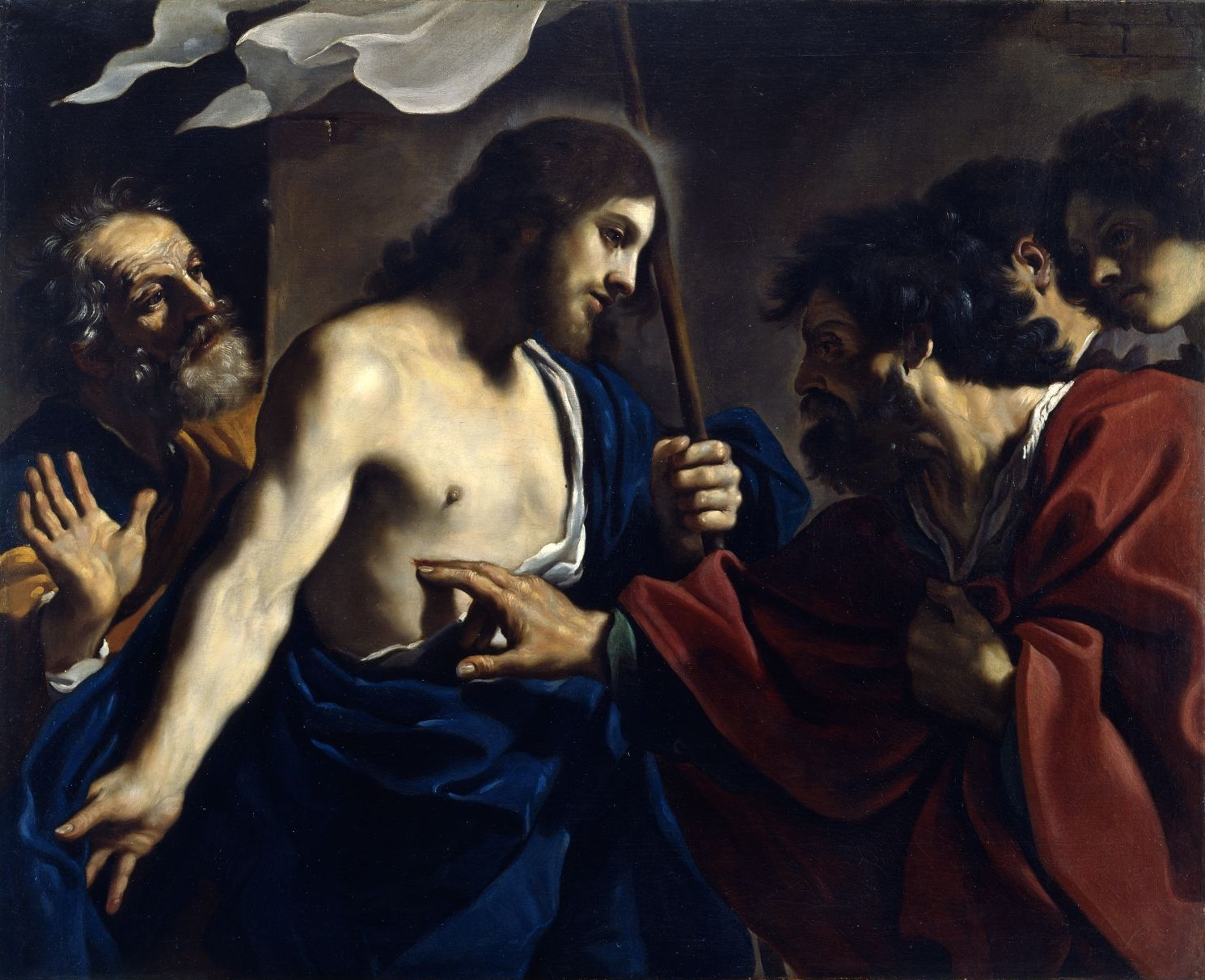
Incrédulité de saint Thomas, 1621, Pinacothèque vaticane. La représentation de saint Pierre dans ce tableau, légèrement antérieure à Sainte Pétronille, semble comparable à celle du vieil homme barbu à droite du retable des musées du Capitole.

S'il s'agissait de l'enterrement original de Pétronille, les deux pourraient probablement être identifiés chez le jeune patricien romain Flaccus, amoureux de la jeune femme, et donc la robe recherchée ferait allusion à la noble condition de cet homme - et à saint Pierre, le père de Pétronille dont la physionomie semble attribuable au type iconographique pétrinien et correspond également à des précédents de Guerchin lui-même. Évidemment, si l'épisode est lié aux événements du VIIIe siècle, la présence de Flaccus et de Pierre serait impossible.
Un premier élément de réponse se trouve peut-être dans l'un des dessins préparatoires du tableau conservé à la Royal Collection (le seul survivant avec l'intégralité de la composition). Dans cette feuille, bien que dans une disposition très différente de celle alors choisie pour la réalisation finale, se trouve également, toujours sur le côté droit, un vieil homme barbu et un jeune homme d'apparence noble, cette fois à cheval. Que le vieil homme sur la feuille soit saint Pierre semble être raisonnablement défendable en observant qu'il semble pointer vers (ou écrire sur) la pierre tombale de Pétronille. Selon toute vraisemblance, dans l'étude en question, Le Guercin s'est référé au Liber Pontificalis, un texte dans lequel il est indiqué qu'il y avait l'inscription « AUREA PETRONILLAE FILIAE DULCISSIMAE » sur le sarcophage de Pétronille, qui dans le même manuscrit est directement attribuée à la main de saint Pierre. La présence de Pierre n'est naturellement compatible qu'avec les funérailles originelles de sa fille et dans ce contexte le jeune chevalier ne peut raisonnablement être autre que Flaccus.

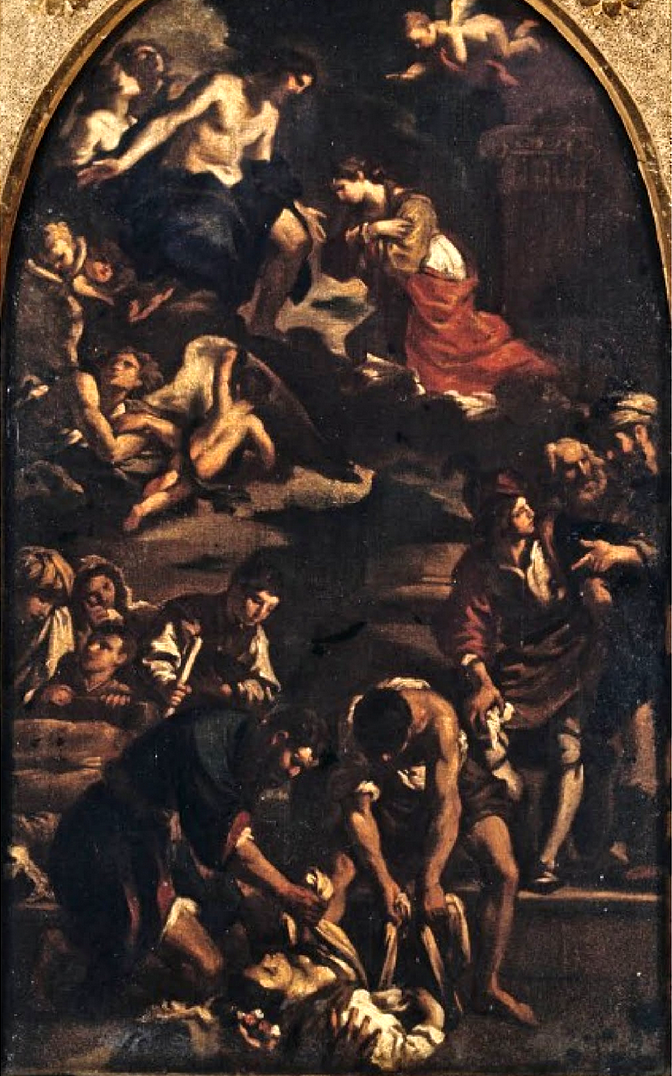
Atelier du Guercin(?), XVIIe siècle, Palais Barberini.

La réapparition du couple jeune noble / vieux barbu dans la toile finale, même en des termes moins caractérisés que dans la feuille anglaise, ne peut guère s'expliquer différemment : il s'agit probablement toujours de Flaccus et Pierre et donc de l'enterrement de Pétronille dans les catacombes de la via Ardeatina.
Cependant, une solution plus ambiguë, non clairement identifiable, a été choisie dans la version définitive du retable, contrairement à l'étude préparatoire, comme les funérailles de sainte Pétronille.
Une réponse possible donnée à cette question est que le tableau a volontairement plusieurs sens, représentant simultanément à la fois les funérailles du premier siècle et l'exhumation de la relique de Sainte Pétronille du VIIIe siècle ; pour cette raison les figures de Pierre et Flaccus ne sont qu'évoquée de manière ambiguë, pour ne pas empêcher le spectateur d'accéder à la deuxième interprétation parallèle, celle de l'exhumation, une clé dans laquelle les figures des jeunes et des vieux « se dégradent » en spectateurs génériques tels que ceux du groupe de gauche.
Le premier sens - les funérailles - remonte à l'hagiographie da la sainte, dont le point culminant est sa mort pour la foi, alors que l'allusion au deuxième épisode, le déplacement de la relique, a une signification politique plus marquée, compte tenu du fait que l'autel de Pétronille de la nouvelle basilique vaticane a remplacé la rotonde honorifique détruite également comme symbole du lien entre la monarchie française et la papauté, un lien consacré précisément dans le transfert du corps de Pétronille au Vatican.
Plusieurs auteurs pensent que dans la peinture de Guerchin a aussi un sous-texte politique se référant aux relations entre le pape et la France : pour certains ce serait un hommage diplomatique à la cour de Paris en compensation de la canonisation, qui eut lieu en 1622, d'une série d'illustres saints espagnols, la nation ennemie jurée de la France, dont Thérèse d'Avila et Ignace de Loyola ; pour d'autres, cependant, le tableau contiendrait une intention polémique, celle de rappeler - à travers la reconstitution de l'allégorie de la France, fille de l'Église comme Pétronille, précisément patronne de la monarchie française, fille de saint Pierre - les devoirs de ce royaume envers la foi catholique dans le contexte de la guerre de Trente Ans, conflit au cours duquel la France, dans une tonalité anti-Habsbourg, avait déjà pris une position favorable face aux prétendants protestants.
La grande importance accordée dans la composition à la dépouille de Pétronille (un véritable hapax dans une petite iconographie du saint), représentée au premier plan et de taille colossale, va également dans ce sens et pourrait être une justification de la possession vaticane de la relique prestigieuse au démenti implicite et ferme des croyances répandues en France sur son transport à travers les Alpes, un démenti dont l'implication cachée ferait également allusion à la primauté pontificale sur les successeurs des anciens rois francs.
Reste à savoir comment ces messages ont pu parvenir jusqu'à la cour de France. A cet égard, il a été observé qu'il existe également quelques copies de petit format du retable, dont notamment une toile actuellement conservée au palais Barberini, peut-être réalisée dans l'atelier du Guerchin lui-même, dont la possible destination était Paris.

## Style

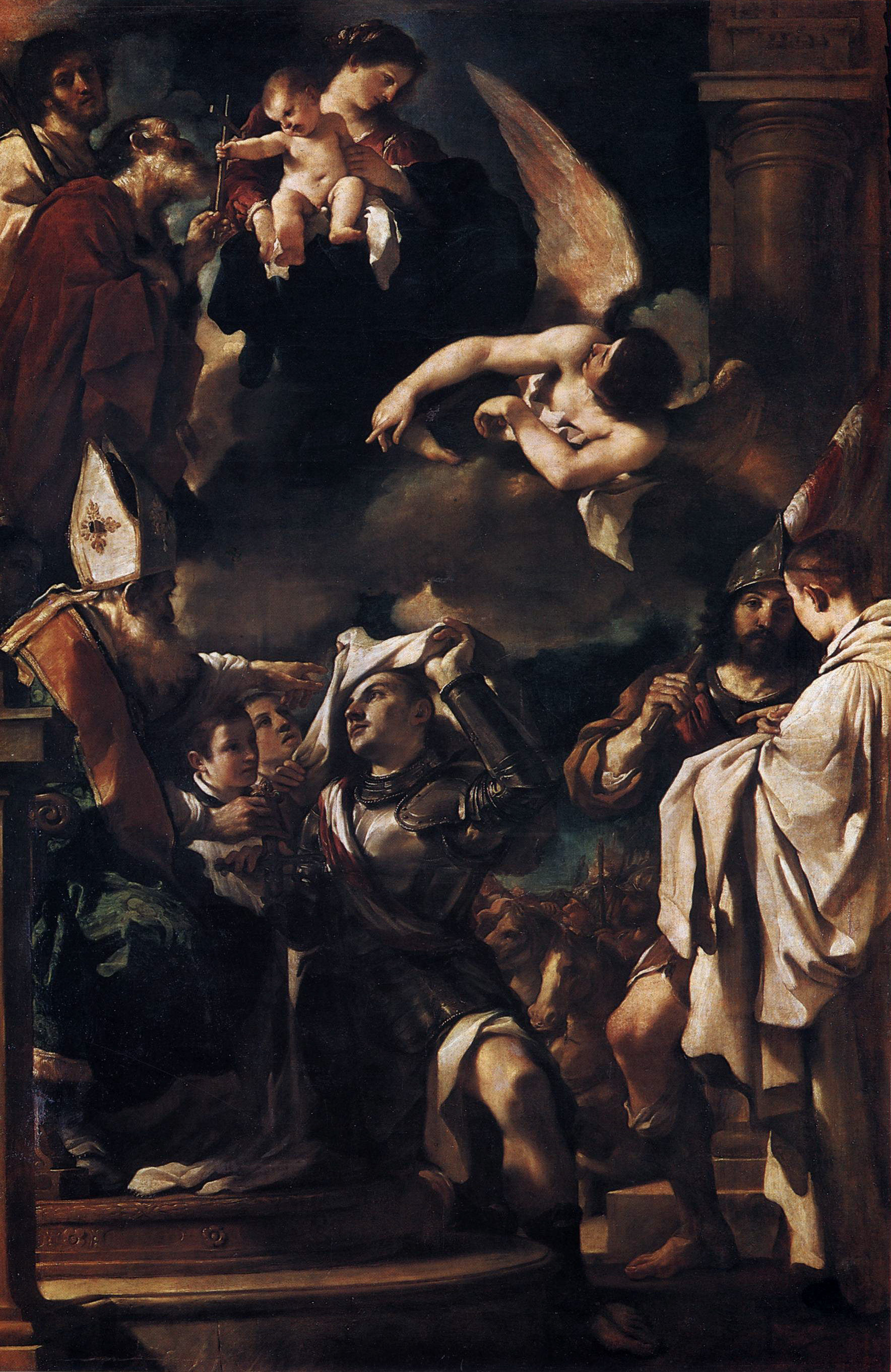
Habillage de saint Guillaume d'Aquitaine, 1620, Pinacothèque nationale de Bologne.

D'un point de vue stylistique, la Sainte Pétronille est considérée comme une clé de voûte de la vie artistique du Guerchin et notamment l'épisode inaugural de ce que, à partir de Luigi Lanzi, on appelle la « seconde manière » du peintre de Cento.
Dans cette œuvre, Le Guerchin initie le dépassement du style vigoureusement naturaliste, dérivé surtout de l'influence de Lodovico Carracci, qui caractérise la première production et dont l'un des résultats les plus importants peut être vu dans l'Habillage de saint Guillaume d'Aquitaine légèrement précédente (parmi les chefs-d'œuvre du début de la période Barbieri). Dans Sainte Pétronille, le Guerchin se mesure pour la première fois au Classicisme que l'on retrouve notamment dans la partie supérieure de la toile qui semble être associée aux manières du Dominiquin.

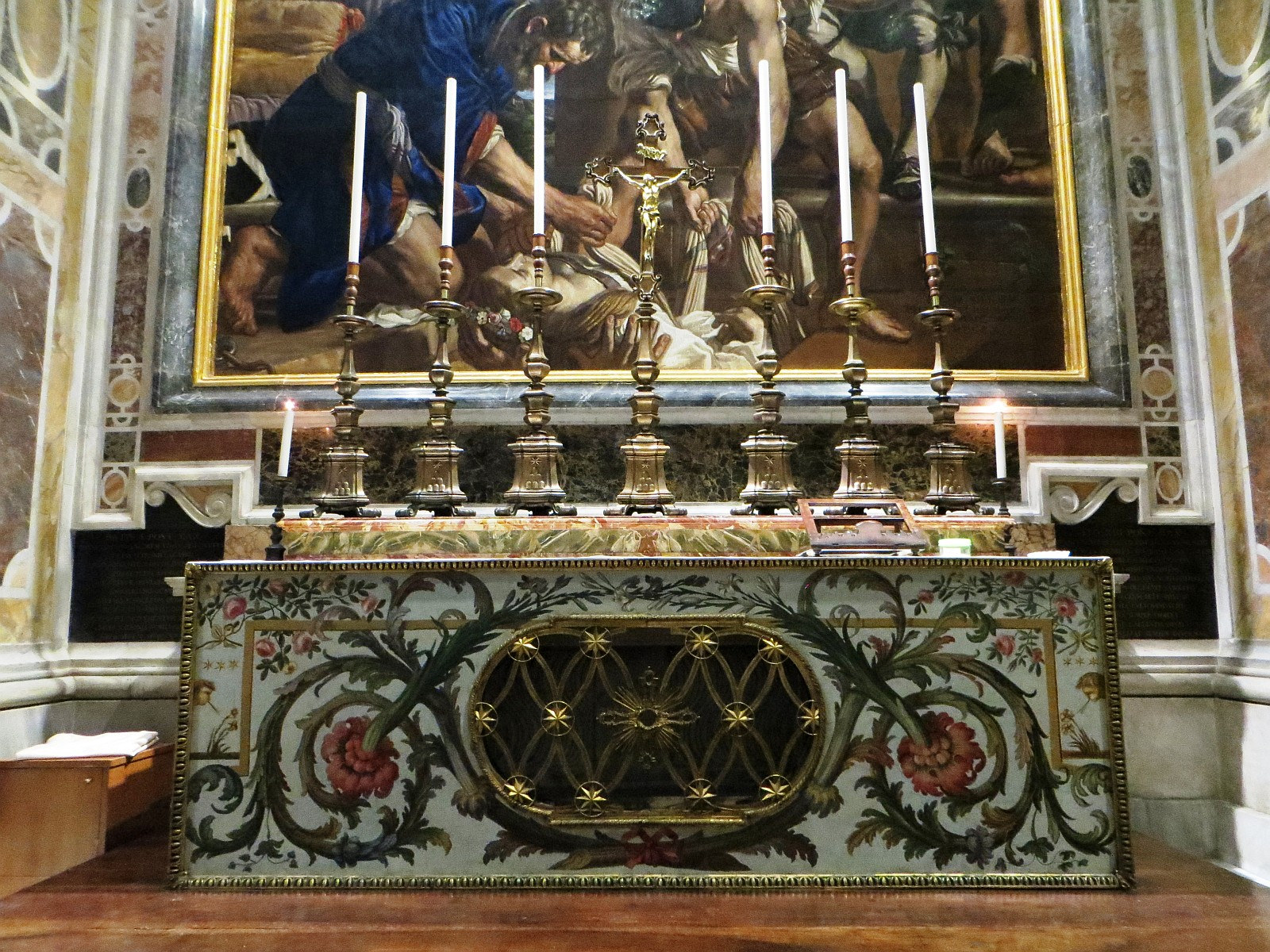
Détail de l'autel de sainte Pétronille dans la basilique Saint-Pierre avec la copie en mosaïque du XVIIIe siècle qui a remplacé le retable original de Guercin. On observe le dispositif illusionniste du corps peint de la sainte qui « entre » dans le vrai sépulcre qui contient ses reliques.

Dans la partie inférieure du tableau, quoique dans des termes sensiblement révisés et raffinés par rapport à sa première voie, Guerchin maintient un registre naturaliste que Roberto Longhi associait déjà à certains Caravagesques antérieurs et notamment à L'Enterrement de sainte Lucie peint par le Caravage en 1608. La La Mise au tombeau de la Chiesa Nuova (maintenant à la Pinacothèque vaticane) est une autre œuvre du Caravage à laquelle L'enterrement de Sainte Pétronille est également associé pour certaines assonances de composition.
Le traitement de la lumière quant à lui est très différent des représentations du passé, avec l'utilisation d'un clair-obscur beaucoup moins marqué que celui observé dans la production précédente qui laisse émerger les couleurs vives utilisées pour l'élaboration du tableau, y compris le lapis-lazuli du ciel se détachant en arrière-plan.
On se demande ce qui a conduit Le Guerchin à un changement stylistique aussi net. Une première hypothèse fait dépendre ce choix de la nécessité d'adapter le style à la solennité particulière du lieu de destination du retable auquel le naturalisme prononcé de la première manière du peintre a pu paraître inadapté.
Une autre explication, soutenue notamment par Denis Mahon, est que Le Guerchin fut poussé vers des solutions classicistes à la suite de sa connaissance faite à Rome de Giovanni Battista Agucchi, un prélat bolognais appelé par le pape Ludovisi à des postes importants dans la curie papale. Agucchi, ami d'Annibale Carracci et mentor du Dominiquin, était également un expert et amateur d'art pertinent, l'un des premiers théoriciens de la beauté idéale, dont les idées ont eu une grande influence sur la peinture du XVIIe siècle.
Enfin, on peut observer comment, dans la réalisation du retable de Sainte Pétronille, Le Guerchin a tenté de manière illusoire d'éliminer le diaphragme entre la fiction picturale et l'espace réel. Le corps à moitié enseveli de la sainte est en effet projeté vers le véritable sépulcre situé dans l'autel, où les restes de Pétronille avaient été enterrés dix-sept ans avant l'installation de la grande toile, un aspect qu'il est aujourd'hui possible de saisir en observant la copie en mosaïque qui a remplacé l'original du Guerchin lorsque le tableau a été déplacé de Saint-Pierre.